# Vrčin
Vrčin (Servisch cyrillisch: Врчин) is een plaats in de Servische gemeente Grocka. De plaats telt 8667 inwoners (2002).